# Доменико Лукано
Доменико Лукано (на италиански: Domenico Lucano) е италиански политик, бивш кмет на Риаче в Калабрия. Той става известен със своите позиции, благоприятни за приемането на мигранти.

## Биография
Доменико Лукано е роден на 31 май 1958 г. в Мелито ди Порто Салво, но бързо се премества в Риаче. Работейки като учител и съмишленик на комунистите, той започва да води кампания за правата на човека през 90-те години и става кмет на Riace през 2004 г. и е преизбран през 2009 г..
Той придобива известност, като предлага амбициозна политика за посрещане на мигранти в селото, която вече започна през 1988 г. с приемането на около сто кюрди. За тази цел тя взема назаем от етична банка за обновяване на свободни жилища, сто къщи, позволяващи инсталирането на мигранти.
Приемът на мигранти, 600 през 2018 г. за население от около 2 000 жители, е довел до съживяване на селото повече икономически, отколкото демографски. Всъщност от лятото на 1998 г. дейността на село Riace дезертира от края на XIX век. век от жителите му, които са отишли на север, за да намерят работа, са обект на документален филм „Un village de Calabre“ от Шу Айело и Катрин Катела, издаден през 2016 г. . Кметът приветства мигрантите, къщите се възстановяват, училището се отваря отново, малкият бизнес се появява отново и жителите, произхождащи от тук или другаде, сега живеят там в мир.
От 2016 г. обаче кметът и неговото село са изправени пред икономически затруднения: икономическата помощ от Центъра за извънредни приемни (CAS) е прекъсната и през 2018 г. с пристигането в Министерството на вътрешните работи на Матео Салвини в Италия помощ от Системата за защита на търсещите убежище и бежанците (Sprar) е застрашена. За да протестира срещу тези финансови съкращения, кметът започна по-специално епизоди на гладни стачки . The11 октомври 2018 г., спира се и се поставя в спирка. Той е заподозрян в подпомагане на нелегална имиграция, нередности при разпределянето на средства за събиране на боклука в Риаче и в организиране на бели бракове между жителите на селото и мигрантите.
На 5 септември 2019 г., след 11-месечна забрана за престой в неговия град Риаче, бившият кмет получава отмяна на това съдебно решение срещу становището на прокурора и се връща да живее там.

## Разграничение
През 2016 г. Доменико Лукано е включен в списъка на сп. „Форчън“ като една от най-важните личности на планетата. Той получава наградата за мир в Дрезден през 2017 г.